# Denis Villeneuve
Denis Villeneuve (Bécancour, 3 ottobre 1967) è un regista, sceneggiatore e produttore cinematografico canadese.
Considerato uno dei migliori registi della sua generazione, pluripremiato fin dall'esordio in vari festival internazionali e canadesi, è stato candidato all'Oscar al miglior film straniero con La donna che canta nel 2010. Trova nuovamente un riscontro positivo da parte della critica con i film Prisoners (2013), Sicario (2015) e Arrival (2016), per il quale è stato candidato al premio Oscar al miglior regista. Nel 2017 ha diretto Blade Runner 2049, sequel del film del 1982. Nel 2021 e nel 2024 ha diretto rispettivamente Dune, vincitore di sei statuette agli Oscar 2022, e Dune - Parte due, vincitore di due statuette agli Oscar 2025.

## Biografia

### Inizi e film canadesi
Villeneuve è nato il 3 ottobre del 1967 a Trois-Rivières, Québec, figlio di Nicole Demers e Jean Villeneuve. Si è formato presso il Séminaire Saint-Joseph de Trois-Rivières e ha studiato presso l'Università del Québec a Montréal. Denis Villeneuve realizza nel 1994 il suo primo cortometraggio, REW-FFWD, girato in Giamaica, su commissione per l'Agence canadienne de développement international. Due anni dopo partecipa al film collettivo Cosmos, presentato alla Quinzaine des Réalisateurs del Festival di Cannes 1997.
Esordisce alla regia di un lungometraggio nel 1998 con Un 32 août sur terre, presentato a Cannes nella sezione Un Certain Regard, che riceve sette candidature ai Premi Jutra, comprese quelle per il miglior film e il miglior regista, e viene scelto come rappresentante del Canada per l'Oscar al miglior film straniero. Ha vinto il premio per il miglior film al Festival internazionale del film francofono di Namur.
Con la sua opera seconda, Maelström (2000), raccoglie premi in molti festival internazionali, tra cui il Premio FIPRESCI per la sezione Panorama al Festival di Berlino e il premio per il miglior film canadese al Montreal World Film Festival, e raggiunge la consacrazione in patria, trionfando sia ai Premi Génie (5 premi su 10 candidature) sia ai Premi Jutra (8 premi su 8 candidature), vincendo in entrambi i premi per film, regia e sceneggiatura, e rappresentando nuovamente il Canada agli Oscar. Anche quando si cimenta con la forma breve, con Next Floor (2008), ottiene numerosi riconoscimenti, come il Premio Canal+ al Festival di Cannes 2008, vincendo sia il Génie che il Jutra anche in questa categoria.
Con Polytechnique (2009), presentato nella Quinzaine des Réalisateurs al Festival di Cannes 2009, affronta per la prima volta la delicata rappresentazione di un caso di cronaca nera, il massacro del Politecnico di Montréal, conquistando ben 9 Premi Génie, mentre con il successivo La donna che canta (Incendies) (2010), presentato nelle Giornate degli Autori alla Mostra del cinema di Venezia, si affida per la prima volta ad un testo preesistente, adattando per il cinema l'opera teatrale di Wajdi Mouawad.

### Passaggio a Hollywood
Nel 2013 realizza due film, entrambi interpretati da Jake Gyllenhaal, il primo è Prisoners, una produzione statunitense realizzata su sceneggiatura di Aaron Guzikowski e con la fotografia di Roger Deakins, mentre il secondo è un thriller canadese intitolato Enemy liberamente tratto dal romanzo di José Saramago intitolato L'uomo duplicato e vincitore del Leone Nero per il miglior film al Courmayeur Noir in festival 2013.

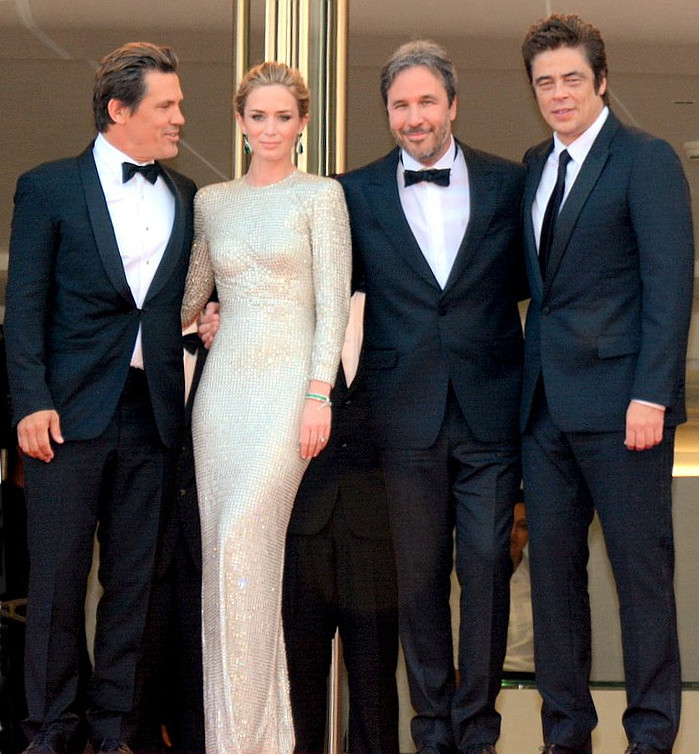
Villeneuve con il cast di Sicario al Festival di Cannes 2015.

Nel 2015 dirige il thriller intitolato Sicario con la sceneggiatura di Taylor Sheridan e interpretato da Benicio del Toro, Josh Brolin e Emily Blunt. Il film è stato presentato il 19 maggio 2015 alla 68ª edizione del Festival di Cannes. La colonna sonora di Sicario è stata composta dal musicista islandese Jóhann Jóhannsson pensando al "battito cardiaco di una bestia selvaggia pronta a sferrare un attacco dalle viscere della terra". Nel 2017 viene candidato agli Oscar come miglior regista per Arrival (2016), film di fantascienza che riceve ben 8 candidature, incluso miglior film, vincendo nella categoria miglior montaggio sonoro.
Il 5 ottobre 2017 è uscito nelle sale Blade Runner 2049, sequel del classico di fantascienza Blade Runner diretto da Ridley Scott che in questa pellicola figura invece come produttore. Il film ha per protagonista Ryan Gosling e un cast che comprende Dave Bautista, Jared Leto, Mackenzie Davis, Robin Wright, Sylvia Hoeks, Ana de Armas e Harrison Ford, che riprende il ruolo di Rick Deckard. 
Nello stesso anno inoltre è stato ufficialmente annunciato che avrebbe diretto una nuova trasposizione cinematografica del grande classico di fantascienza Dune, già portato sul grande schermo da David Lynch nel 1984 (Dune), film poi uscito nelle sale statunitensi il 1º ottobre 2021. Il sequel, Dune - Parte due, ha ricevuto il via libera dopo il successo del primo film ed è uscito il 1° marzo 2024, con grande successo di critica, diventando il suo film con il maggior incasso, oltre ad essere il sesto film con il maggior incasso del 2024. Villeneuve ha scritto un terzo film di Dune, basato su Messia di Dune, con un'uscita programmata nel 2026. L'8 dicembre 2024 ha ricevuto il Prix Iris Tribute Award alla 26a edizione dei Quebec Cinema Awards. Il 26 giugno 2025 viene annunciato ufficialmente che dirigerà il ventiseiesimo film di James Bond, il primo della serie dopo l'acquisizione dei diritti da parte di Amazon MGM Studios.

## Vita privata
Fratello maggiore del regista Martin Villeneuve, Denis Villeneuve è sposato con la giornalista Tanya Lapointe, e ha tre figli avuti da una precedente relazione.

## Filmografia

### Regista

#### Lungometraggi
- Un 32 août sur terre (1998)
- Maelström (2000)
- Polytechnique (2009)
- La donna che canta (Incendies) (2010)
- Prisoners (2013)
- Enemy (2013)
- Sicario (2015)
- Arrival (2016)
- Blade Runner 2049 (2017)
- Dune (Dune: Part One) (2021)
- Dune - Parte due (Dune: Part Two) (2024)
- Dune - Parte tre (Dune: Part Three) (2026)
- Bond 26 (TBA)

#### Cortometraggi
- La Course Destination Monde (1990)
- REW-FFWD (1994)
- Le Technétium – episodio di Cosmos (1996)
- 120 Seconds to Get Elected (2006)
- Next Floor (2008)
- Rated R for Nudity (2011)
- Etude empirique sur l'influence du son sur la persistance rétinienne (2013)

#### Documentari
- Un cri au bonheur – segmento (2007)

### Sceneggiatore

#### Lungometraggi
- Un 32 août sur terre (1998)
- Maelström (2000)
- Polytechnique (2009)
- La donna che canta (Incendies) (2010)
- Dune (2021)
- Dune - Parte due (Dune: Part Two) (2024)
- Dune - Parte tre (Dune: Part Three) (2026)

#### Cortometraggi
- REW-FFWD (1994)
- Le Technétium – episodio di Cosmos (1996)
- 120 Seconds to Get Elected (2006)
- Rated R for Nudity (2011)
- Etude empirique sur l'influence du son sur la persistance rétinienne (2013)

### Produttore
- Dune (2021)
- Dune - Parte due (Dune: Part Two) (2024)
- Dune - Parte tre (Dune: Part Three) (2026)

## Riconoscimenti
- Premio Oscar
  - 2017 – Candidatura per il miglior regista per Arrival
  - 2022 – Candidatura per il miglior film per Dune
  - 2022 – Candidatura per la migliore sceneggiatura non originale per Dune
  - 2025 - Candidatura al miglior film per Dune - Parte due

- Golden Globe
  - 2022 – Candidatura per il miglior regista per Dune

- Premio BAFTA
  - 2012 – Candidatura per il miglior film non in lingua inglese per La donna che canta
  - 2017 – Candidatura per il miglior regista per Arrival
  - 2018 – Candidatura per il miglior regista per Blade Runner 2049
  - 2022 – Candidatura per il miglior film per Dune
  - 2022 – Candidatura per la migliore sceneggiature non originale per Dune